# Scophthalmus aquosus
Scophthalmus aquosus (лат.) — вид лучепёрых рыб из семейства калкановых (Scophthalmidae) отряда камбалообразных.
Максимальная длина тела 45,7 см. Максимальный зарегистрированный возраст 7 лет. Обитают в Атлантическом океане, вдоль западного побережья Северной Америки от залива Святого Лаврентия в Канаде до северной Флориды в США. Встречаются от побережья до глубины 45 метров, иногда и глубже. Вид служит объектом коммерческого рыболовства.